# Persuasion (comics)
Pour les articles homonymes, voir Persuasion (homonymie).
Kara Killgrave, alias Persuasion, est une super-héroïne appartenant à l'univers de Marvel Comics, et apparue pour la première fois dans Alpha Flight #41.

## Origines
Kara Killgrave est une mutante, fille de Zebediah Killgrave, alias l'Homme Pourpre.
Élevée par sa mère, Mélanie, Kara vit normalement jusqu'à ce que ses pouvoirs émergent à la puberté. Sa mère lui avoue qu'elle est la fille du criminel Zebediah Killgrave. En fuguant de chez elle, elle rencontre par hasard Véga, qu'elle contrôle pendant un court moment. Ce dernier, ayant repris ses esprits après une baignade, l'emmène au QG de la Division Alpha.
Elle rejoint la Division Béta en tant que recrue potentielle, et aide l'équipe à vaincre Mesméro. Elle a une liaison avec son équipier, Whitman Knapp. Elle est un atout de poids pour les équipes canadiennes, mais elle quitte le pays, pensant avoir été abandonnée lors d'une mission.
Récemment[Quoi ?], elle est incarcérée dans le camp de concentration pour mutants Neverland mais réussit à en sortir (on ignore comment).
Kara fait partie des centaines de mutants à conserver des pouvoirs après le M-Day.

## Pouvoirs
- Persuasion peut contrôler une personne proche en émettant des phéromones. Ses victimes sont dociles et obéissent très facilement à ses ordres verbaux, et plus difficilement à de simples gestes. La peau des personnes affectées par son pouvoir devient pourpre comme la sienne, le temps du contrôle. Des personnes déjà hypnotisées sont toutefois sensibles aux phéromones de Persuasion.
- Les phéromones n'agissent pas en contact avec de l'eau.